# Босаков, Жамаладдин
Жамаладдин Босаков,   Джамалледдин Бусаков (15 мая 1918, Джаркент — 12 марта 1987, Алматы) — казахский уйгурский писатель.

## Биография
Окончил КазГУ (I960). Работал директором школы, потом — районным инспектором отдела народного образования. С 1951 — бессменный заведующий уйгурскими отделами издательств «Жазушы» («Писатель») и «Казгослитиздат».
Первые рассказы («Первые шаги», «Приметы весны», «В добрый путь», «Атамкул с того света») вошли в сборник «Достық» («Дружба», 1952). Первая книга, повесть «Халық жаршысы» («Глашатай народа»), опубликована в 1957 году и вместе со следующими публикациями, — повестями «Утренний ветерок» (1969) и «Пламя» (1971), — считается «значительным вкладом в развитие послевоенной уйгурской литературы».
С именем Ж. Босакова, написавшего роман-дилогию «Водоворот» (1964) и «Учитель» (1975), связано зарождение уйгурского романа. В первой части дилогии Босаков правдиво описывает тяжёлую жизнь сельчан в годы советской коллективизации, во второй — жизнь сельской интеллигенции в современном автору Казахстане.
Ж. Босаков успешно пробовал себя и в драматургии: пьесы «Кайнам» (1967) и «Назугум» (1980) ставились на сцене Республиканского уйгурского театра.
Литературное творчество Ж. Босаков долго совмещал с переводами на уйгурский язык книг собратьев по перу — советских писателей. Так, он перевёл произведения лауреатов Сталинской премии по литературе М. С. Бубенова, Т. З. Семушкина, И.  П. Шамякина, Ю. П. Германа; однако Босаков переводил не только официально признанных писателей, публикация которых на уйгурском в его время была гарантирована, — к примеру, он перевёл на уйгурский долгое время бывшего под запретом узбекского писателя А. Кадыри.